# Punta Xen
Punta Xen är en ort i Mexiko.   Den ligger i kommunen Champotón och delstaten Campeche, i den östra delen av landet, 900 km öster om huvudstaden Mexico City. Punta Xen ligger 5 meter över havet och antalet invånare är 146.
Terrängen runt Punta Xen är mycket platt. Havet är nära Punta Xen åt nordväst. Runt Punta Xen är det glesbefolkat, med 11 invånare per kvadratkilometer. Närmaste större samhälle är San Pablo Pixtún, 18,4 km öster om Punta Xen. I omgivningarna runt Punta Xen växer i huvudsak städsegrön lövskog.